# Рубіж. Грубешівська операція
«Рубіж. Грубешівська операція» – документальний фільм про спільну боротьбу українських та польських повстанців проти радянських окупантів у 1946 році. Фільм створено компанією UM-Group Production за підтримки Державного агентства України з питань кіно. 
Прем'єра відбулася 28 травня 2019 року під час 48-го Міжнародного кінофестивалю «Молодість». Того ж року фільм посів ІІІ місце в номінації «Повнометражний документальний фільм» Національної програми Рівненського МКФ «Місто Мрії». Також фільм було включено до конкурсної програми фестивалю Niepokorni Niezłomni Wyklęci у Польщі.
Телепрем'єра фільму відбулася 12 січня 2020 на телеканалі Еспресо. У березні 2020 року стрічку виклали у вільний доступ.

## Синопсис
Фільм-діалог відтворює думки та погляди повстанця УПА Євгена Штендери та польського партизана АК (Армії Крайової) Мар'яна Ґолемб'євскі. Ці загартовані боями воїни ведуть запеклу суперечку про історію своїх народів у ХХ столітті і, зокрема, у період з 1939 до 1946 року, коли вони хоробро билися проти окупантів і коли їх катувало радянське НКВД та німецьке СС. У жахливому вирі нескінченних битв на всі фронти УПА та АК, зрештою, зіштовхувалися і між собою. Та після років взаємної озлобленості українці й поляки нарешті усвідомили жахливу зовнішню імперіалістичну загрозу, порозумілися і разом почали боротися з загарбниками. У ніч на 28 травня 1946 року була проведена вдала атака на підконтрольне НКВД місто Грубешів – одна з найбільших військових операцій, які УПА здійснила спільно з наступниками АК, польськими повстанцями з ВіН (Воля і Незалежність).